# Blink-182 (음반)
| 전문가 평가          | 전문가 평가 |
| 총 점수              | 총 점수     |
| 출처                 | 점수        |
| -------------------- | ----------- |
| 메타크리틱           | 71/100      |
| 평가 점수            |             |
| 출처                 | 점수        |
| AllMusic             | [ 2 ]       |
| Alternative Press    | [ 3 ]       |
| The A.V. Club        | (favorable) |
| Blender              | [ 5 ]       |
| Entertainment Weekly | A−          |
| Q                    | [ 7 ]       |
| Rolling Stone        | [ 8 ]       |
| Spin                 | 91%         |
| USA Today            | [ 10 ]      |
| SputnikMusic         | [ 11 ]      |

《Blink-182》는 《Untitled》로도 알려진 2003년 11월 18일, 게펀 레코드에 의해 발매된 미국의 록 밴드 블링크-182의 다섯 번째 스튜디오 음반이다. 스타덤에 오르고 이전 두 번의 발매가 성공한 후, 이 3인조는 휴식을 취할 수밖에 없었고, 이후 다양한 사이드 프로젝트(박스 카 레이서와 트랜스플랜츠)에 참여하였다. 그들이 다시 뭉쳤을 때, 그들은 다음 번에 함께 노력할 때 노래 구조와 편곡에 다르게 접근하고 싶은 영감을 느꼈다.
2003년 1월부터 10월까지 프로듀서 제리 핀과 함께 녹음된 이 음반은 밴드의 초기 작품보다 어둡고 성숙해 보였다. 이는 또한 라이프스타일 변화와 사이드 프로젝트에 영감을 받은 실험적인 요소들을 그들의 통상적인 팝 펑크 사운드에 불어넣어 그들의 이전 노력에서 벗어난 음악이었다. 이 곡의 곡들은 음역적으로 광범위하고 낙후되어 비평가들은 이 곡을 밴드의 보다 정교하고 성숙한 면으로 보게 된다. 작곡은 자연적으로 좀 더 개인적이고 어두운 영역을 탐험하며 어른들의 현실과 예상치 못한 고난을 다루고 있다. 게다가 녹음 과정이 길고 종종 파격적이었다.
팬들은 밴드의 "새로운" 방향에 대해 대체로 의견이 엇갈렸지만, 이 음반은 미국에서 220만 장이 팔리며 성공적이었음이 입증되었다. 어조 변화를 반기는 등 호평을 받았다. 리드 싱글 〈Feeling This〉와 〈I Miss You〉는 발매된 네 개의 싱글 중 가장 많은 라디오 방송을 받았으며 《빌보드》 차트 상위권에 올랐다. 밴드가 일본과 호주를 투어하는 것을 본 전 세계 투어 일정에서도 중동 주둔 군인들을 위해 공연하는 세 사람을 발견했다. 이 음반은 오랜 프로듀서인 제리 핀과 함께한 밴드의 마지막 음반이자 4년간의 공백기 전 마지막 오리지널 소재였다. 이 음반은 현재까지 49분을 기록한 최장수 정규 음반이기도 하다.

## 구성

### 음악 및 스타일
여전히 팝 펑크에 뿌리를 두고 있는 동안, 《Untitled》는 밴드가 그들의 소닉 템플릿을 더 어둡고 안절부절 못하는 노래로 확장하는 것을 발견한다. 음반에 수록된 곡들은 음악적으로 다양하고 "경계선 실험"으로 묘사되어 왔으며, 음산한 분위기와 오프킬터 훅이 많은 트랙의 기초를 이루고 있다. 이 녹음은 포스트 하드코어, 일렉트로닉 록, 쟁글 팝, 그리고 "반사적인" 얼터너티브 록을 포함한 다양한 스타일에서 끌어낸다. 다양한 마이크 기술을 시도하고 하모니움 오르간, 폴리네시아 가믈란 종, 턴테이블을 사용한 실험이 끊임없이 이어졌다. 밴드는 라이프스타일 변화(밴드 멤버 모두가 음반이 발매되기 전에 아빠가 되었다)와 사이드 프로젝트(박스 카 레이서와 트랜스플랜츠)에서 영감을 받아 이러한 실험적인 요소들을 그들의 통상적인 팝 펑크 사운드에 불어넣었다. 2003년 11월 20일자 《밀워키 저널 센티넬》에 실린 음반에 대한 전체 기사 벤 웨너는 음반의 음악을 "확장하고, 낙담하고, 때로는 스펙트럼적"이라고 표현했다. 《뉴욕 타임스》는 이 음반이 이모팝의 인기가 높아지면서 영향을 받았을 것이라고 생각했고, 올뮤직은 포스트펑크를 파헤쳤다고 평가했다. 《케랑!》의 톰 브라이언트는 "많은 펑크가 사라졌고 버즈소 기타는 코너로 사라져 비틀거리는 역동성, 카타르시스의 기타 파열음, 더 무겁고 실험적이며 야심찬 사운드를 낼 수 있었다"고 썼다.
《Untitled》의 목표는 연속성이었다. 각 곡은 책에 나오는 장처럼 서정적으로 전개되고, 곡들은 서로 맞물려 정규 곡집 대신 응집적인 느낌을 준다. 사이드 프로젝트 외에도, 이 음반의 음악은 9·11 테러와 이라크 전쟁의 시작에서 영감을 얻었다. 톰 델론지는 "우리 모두는 TV에 달라붙어 폭탄이 다른 나라에서 터지는 것을 지켜보기 때문에 너무 이상했습니다. 그래서 저는 이 모든 것을 보고 그가 어디에 있는지 궁금했습니다. 그리고 우리는 옆방으로 가서 노래를 부르거나 가사를 다 써야만 했습니다. 하루 종일 우리 기분을 상하게 한 것 같아요."고 말했다. 게다가, 그것은 단지 사교적인 것에서 영감을 받았다. "우리는 그저 몇 시간 동안 이야기하며 시간을 보내곤 했습니다. 정말 멋졌어요."라고 델론지는 말했다.

## 상업적 성과
이 음반은 미국 빌보드 200 차트에서 첫 주 31만 3천 장의 판매고를 올리며 3위로 데뷔했다. 이에 비해 《Take Off Your Pants and Jacket》은 1위로 데뷔해 첫 주에 35만장 이상이 팔렸다. 이 음반은 브리트니 스피어스의 새 음반 《In the Zone》(1위)과 비틀즈의 리믹스 음반 《Let It Be... Naked》(5위)보다 높은 3위를 기록했다. 《Untitled》는 1위로 데뷔한 캐나다에서 가장 높은 순위를 기록했다. 이 음반은 호주와 뉴질랜드에서 톱10에 들며 다른 나라에서도 성공을 거두었다.
이 음반은 2004년 미국 음반 산업 협회에 의해 100만장 이상 출하된 플래티넘으로 인증을 받았다. 이후 미국에서 220만장 이상, 전 세계적으로 700만장 이상 판매되었다. 뮤직 캐나다와 호주 음반 산업 협회로부터 더블 플래티넘 인증을 받았다. 이 음반은 영국에서도 플래티넘 인증을 받았다.

## 곡 목록
모든 곡들은 특별한 언급이 없는 한 마크 호퍼스, 톰 델론지 그리고 트래비스 바커에 의해 작사/작곡하였다.
| #   | 제목                                                              | 작사·작곡                           | 리드 보컬        | 재생 시간 |
| --- | ----------------------------------------------------------------- | ----------------------------------- | ---------------- | --------- |
| 1.  | 〈Feeling This〉                                                  |                                     | 호퍼스, 델론지   | 2:53      |
| 2.  | 〈Obvious〉                                                       |                                     | 델론지           | 2:43      |
| 3.  | 〈I Miss You〉                                                    |                                     | 호퍼스, 델론지   | 3:47      |
| 4.  | 〈Violence Stockholm Syndrome Interlude ((공백 전 숨겨진 트랙))〉 |                                     | 델론지 조앤 웰리 | 3:39 1:41 |
| 5.  | 〈Stockholm Syndrome〉                                            |                                     | 호퍼스           | 2:42      |
| 6.  | 〈Down〉                                                          |                                     | 델론지           | 3:03      |
| 7.  | 〈The Fallen Interlude〉                                          | 호퍼스, 델론지, 바커, 식 자켄       | 론 "메노" 프로스 | 2:13      |
| 8.  | 〈Go〉                                                            |                                     | 호퍼스           | 1:53      |
| 9.  | 〈Asthenia〉                                                      |                                     | 델론지           | 4:20      |
| 10. | 〈Always〉                                                        |                                     | 델론지           | 4:12      |
| 11. | 〈Easy Target〉                                                   |                                     | 호퍼스, 델론지   | 2:20      |
| 12. | 〈All of This〉                                                   | 호퍼스, 델론지, 바커, 로버트 스미스 | 델론지, 스미스   | 4:40      |
| 13. | 〈Here's Your Letter〉                                            |                                     | 호퍼스           | 2:55      |
| 14. | 〈I'm Lost Without You〉                                          |                                     | 델론지           | 6:22      |

## 인증
| 국가                                                  | 인증        | 판매량/출하량 |
| ----------------------------------------------------- | ----------- | ------------- |
| 아르헨티나 (CAPIF)                                    | 골드        | 20,000^       |
| 오스트레일리아 (ARIA)                                 | 2× 플래티넘 | 140,000^      |
| 브라질 (Pro-Música Brasil)                            | 골드        | 50,000*       |
| 캐나다 (뮤직 캐나다)                                  | 2× 플래티넘 | 200,000^      |
| 멕시코 (AMPROFON)                                     | 골드        | 50,000^       |
| 뉴질랜드 (RMNZ)                                       | 골드        | 7,500^        |
| 영국 (BPI)                                            | 플래티넘    | 300,000^      |
| 미국 (RIAA)                                           | 플래티넘    | 2,200,000     |
| *판매량을 기반으로 한 인증 ^출하량을 기반으로 한 인증 |             |               |